# Oruza xanthoptera
Oruza xanthoptera är en fjärilsart som beskrevs av George Francis Hampson 1902. Oruza xanthoptera ingår i släktet Oruza och familjen nattflyn. Inga underarter finns listade i Catalogue of Life.